# Mir Teymur Yakubov
Mir Teymur Mir Alakbar oglu Yaqubov (en azerí; Mir Teymur Mir Ələkbər oğlu Yaqubov, en ruso; Мир Тейму́р Мир Алекпе́рович Яку́бов, Mir Teymur Mir Alekperóvich Yakúbov, Bakú, 6 de noviembre de 1904-Bakú, 17 de febrero de 1970) fue un político soviético, con rango de teniente general en el Ejército Rojo.
Agrimensor de profesión, Yakubov ocupó varios cargos en el Komsomol de la República Socialista Soviética de Azerbaiyán. En 1936, se convirtió en el Primer Secretario del Comité Central del Komsomol y ocupó el cargo hasta 1938. En 1938, Yakubov fue nombrado Presidente del Sóviet Supremo de la República Socialista Soviética de Azerbaiyán. El 6 de marzo de 1941 fue relevado de estos deberes y nombrado Comisario del Pueblo de Asuntos Internos de la República Socialista Soviética de Azerbaiyán, y trabajó en ese cargo hasta el 1 de junio de 1943. En abril de 1953, Yakubov asumió el cargo de Primer Secretario del Partido Comunista de la República Socialista Soviética de Azerbaiyán, y ocupó el cargo hasta que fue reemplazado por Imam Mustafayev.

## Biografía

### Primeros años
Mir Teymur Yakubov nació el 6 de noviembre de 1904 en Bakú. En junio de 1920, asumió el cargo de controlador principal de la Administración Municipal del Sóviet de Bakú, y en septiembre de 1925, ascendió a secretario ejecutivo del Departamento de Organización del Sóviet de Bakú, cargo que ocupó hasta agosto de 1926. Después de trabajar en el departamento vespertino de la Facultad de Trabajadores de Bakú en 1926, Yakubov ingresó a la facultad de administración de tierras del Instituto de Agrimensura de Moscú, y en mayo de 1933 completó sus estudios de posgrado en el Instituto Estatal de Investigación Científica de la Academia de Ciencias Agrícolas de Toda la Unión. En 1927, ingresó al PCUS.
Desde mayo de 1933, Mir Teymur Yakubov trabajó como vicerrector, luego jefe del departamento de la Escuela Agrícola Superior Comunista de la RSS de Azerbaiyán, hasta que en septiembre de 1934 se convirtió en instructor en el Departamento de Agricultura del Comité Central del Partido Comunista (bolchevique) de Azerbaiyán. De marzo a junio de 1936, enseñó en la Escuela Agrícola Comunista Superior de Azerbaiyán y luego en el Colegio de Administración de Tierras de Bakú.

### Carrera política
En junio de 1936, Yakubov se convirtió en el primer secretario del Comité Central del Komsomol de la República Socialista Soviética de Azerbaiyán, y ocupó este cargo hasta marzo de 1938. Este período estuvo marcado por su incorporación a la troika especial del NKVD, creada por la orden No. 00447, de fecha 30 de julio de 1937, y su participación activa en las purgas estalinistas.
En 1938, se convirtió en el tercer secretario del Comité Central del Partido Comunista de la RSS de Azerbaiyán. El 18 de julio de 1938, durante la 1ª sesión de la 1ª convocatoria del Sóviet Supremo de la República Socialista Soviética de Azerbaiyán, Mir Teymur Yakubov fue nombrado presidente del Sóviet Supremo de la RSS de Azerbaiyán. Al mismo tiempo, desde marzo de 1940 hasta marzo de 1941, trabajó como jefe del Departamento de Propaganda y Agitación del Comité Central del Partido Comunista de la RSS de Azerbaiyán.
El 6 de marzo de 1941, Yakubov fue nombrado en Comisario del Pueblo de Asuntos Internos de la República Socialista Soviética de Azerbaiyán, y el 7 de abril del mismo año, por decisión del Sóviet Supremo de la RSS de Azerbaiyán, fue destituido del cargo de Presidente del Sóviet Supremo. Hasta junio de 1950, Yakubov fue Comisario del Pueblo de Asuntos Internos de la República Socialista Soviética de Azerbaiyán, con rango de Comisario de 3.ᵉʳ Grado de Seguridad del Estado. En junio de 1950 se convirtió en el segundo secretario del Comité Central del Partido Comunista de la RSS de Azerbaiyán. Dos años más tarde, en abril de 1952, fue elegido Primer Secretario del Comité Regional de Bakú. El 6 de abril de 1953, por decisión del IV Pleno del Comité Central del Partido Comunista de Azerbaiyán, Mir Teymur Yakubov fue nombrado Primer Secretario del Comité Central del Partido Comunista de la RSS de Azerbaiyán y ocupó este cargo hasta el 12 de febrero de 1954.
De 1954 a 1957, fue director de la fábrica de conservas "Jachmas" y luego trabajó como ingeniero en el grupo de diseño y estimación Azprodstroi.
El 28 de julio de 1956, se le retiró de la membresía del PCUS y fue expulsado, a causa de "violación grave de la legalidad socialista y asistencia activa a las actividades criminales de Baghirov". Yakubov interpuso recurso de apelación contra esta decisión, pero tras su consideración, se confirmó la decisión de expulsión.

## Premios y condecoraciones
- Orden de Lenin (1940)
- 2 Órdenes de la Bandera Roja
- Orden de la Estrella Roja
- Orden de la Bandera Roja del Trabajo